# ATC kód C04
ATC kód C04 Periferní vasodilatancia je hlavní terapeutická skupina anatomické skupiny C. Kardiovaskulární systém.

## C04A Periferní vazodilatancia

### C04AB Imidazolové deriváty
C04AB02 Tolazolin

### C04AD Deriváty purinu
C04AD02 Xantinol nikotinát
C04AD03 Pentoxifyllin
C04AD04 Etofylin nikotinát

### C04AE Námelové alkaloidy
C04AE01 Hydrogenované ergotové alkaloidy
- Mesylan dihydroergotoxinia (Dihydroergotoxini mesilas), např. přípravek Secatoxin Forte
  - Sympatolytikum a vasodilatans, blokátor alfa-adrenoreceptorů, agonista dopaminu a antagonista serotoninu, bez oxytocinového účinku na dělohu. Látka s pleiotropním účinkem, v minulosti hojně užívaná k léčbě širokého spektra onemocnění (Vademecum českých a slovenských farmaceutických přípravků 1992. Praha: SPOFA Pharmaceutica, 1992. Str. 539–540. ISBN 80-85582-01-5).
    - Psychoorganický syndrom lehčího stupně ve stáří: zmatenost, transitorní desorientace, nesociální chování, duševní deprese, ztráta sebekontroly.
    - Nemoci periferních cév: funkční poruchy periferního prokrvení (Raynaudův syndrom), akrocyanosa, erytrocyanosa, omrzliny, oznobeniny, periferní cévní spasmy neurogenní, např. při hemiparesách, diskopatiích; Sudecův syndrom.
    - Organické nemoci: thromboangitis obliterans (Bürgerova nemoc), arteriosclerosis obliterans, diabetická angiopatie; tepenné spasmy při chorobách žilního původu, např. u thrombos a thromboflebitid, varikosní syndrom.
    - Poruchy prokrvení mozku:
      - funkční: migréna a jiné vasomotorické bolesti hlavy u hypertoniků;
      - organické: arteriosklerosa mozkových cév s projevy cerebrovaskulární insuficience akutní i chronické (pokud není spojena s ischemickou chorobou srdeční).

    - Hypertense: v počátečním stadiu ke snížení zvýšeného tonu sympatiku a ke zmírnění sympatomimetických potíží (hlavně bolesti hlavy a závratí), v pozdějších stádiích ke zlepšení mozkové cirkulace.
    - Oční nemoci: některé poruchy prokrvení sítnice a cévnatky, retrobulbární neuritida.
    - ORL nemoci: Meniérův syndrom, tinnitus, suché a atrofické záněty dýchacích cest.
    - Porodnicko-gynekologické indikace: nekoordinovaná činnost porodní, porod v medikamentosní analgesii, poruchy vyprazdňování močového měchýře po porodu a po gynekologických operacích.
    - Chirurgické indikace: prevence tromboembolických komplikací.
    - Neurologie: vegetativní syndrom u osteochondrosy krční páteře, migréna při hypertensi.

  - Aktuálně kvůli riziku nežádoucích účinku, zvláště fibrózy a ergotismu, oficiálně doporučován v jediné indikaci, výhradně k léčbě akutní migrény (http://www.sukl.cz/namelove-alkaloidy-omezeni-pouziti).

C04AE02 Nicergolin
C04AE54 Dihydroergokristin, kombinace

C04AE01

### C04AX Jiná periferní vazodilatancia
C04AX21 Naftidrofuryl

## Poznámka
- Registrované léčivé přípravky na území České republiky.
- Informační zdroj: Státní ústav pro kontrolu léčiv, Všeobecná zdravotní pojišťovna.